# Xã Westphalia, Michigan
Xã Westphalia (tiếng Anh: Westphalia Township) là một xã thuộc quận Clinton, tiểu bang Michigan, Hoa Kỳ. Năm 2010, dân số của xã này là 2.365 người.